# Arriaga-Lakua
Pour les articles homonymes, voir Arriaga.
 (décembre 2009).
Si vous disposez d'ouvrages ou d'articles de référence ou si vous connaissez des sites web de qualité traitant du thème abordé ici, merci de compléter l'article en donnant les références utiles à sa vérifiabilité et en les liant à la section « Notes et références ».
Arriaga ou Arriaga-Lakua est un village ou contrée faisant partie de la municipalité de Vitoria-Gasteiz dans la province d'Alava dans la Communauté autonome basque.
Il était situé très près de la ville, à peine 2.5 km au nord du centre de Vitoria-Gasteiz. Dans les dernières décennies la croissance de la ville de Vitoria a permis que l'ancien village d'Arriaga a été compris dans un quartier moderne de Vitoria connu comme Lakua.

## Histoire

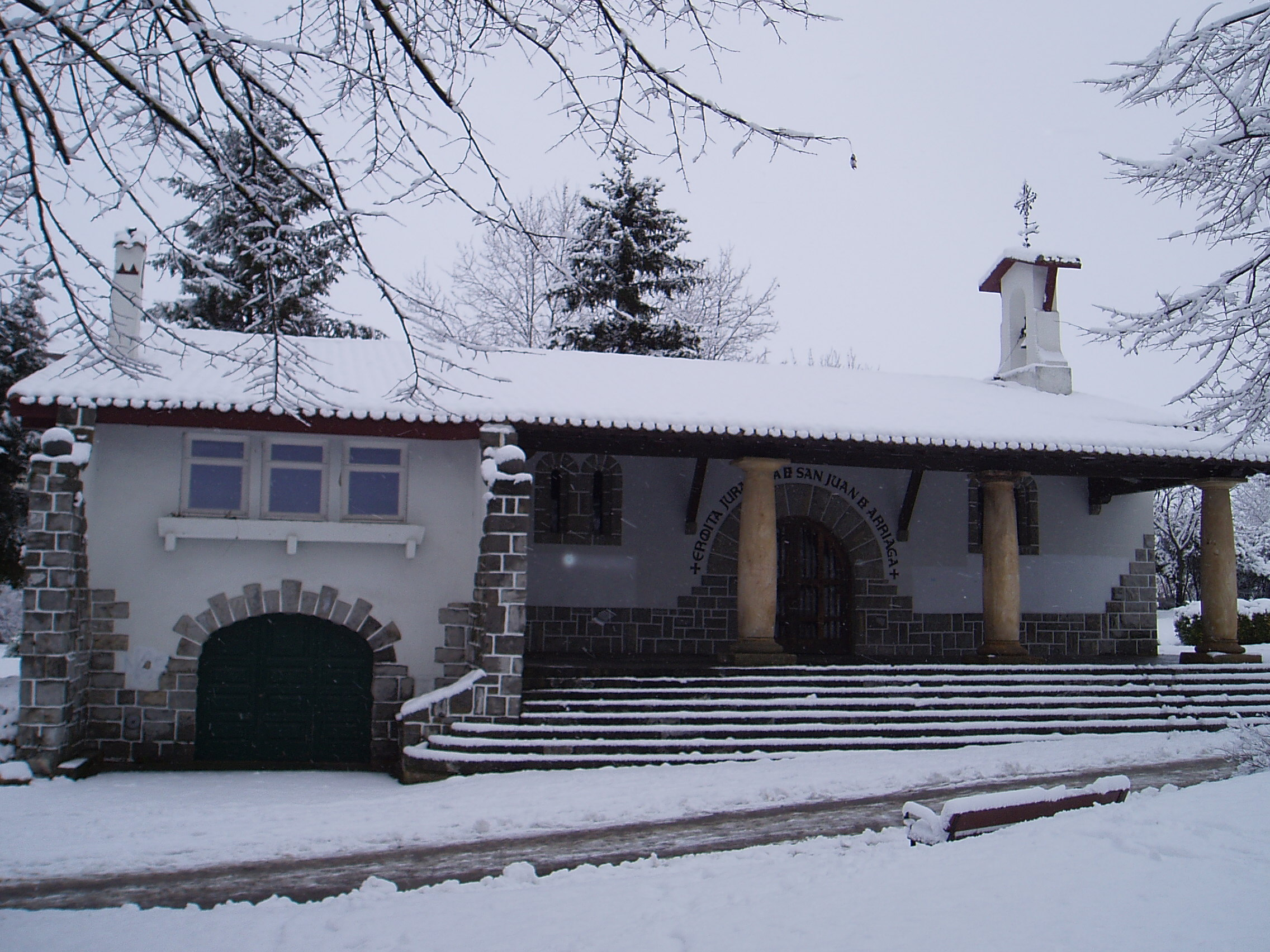
Basilique de San Juan d'Arriaga

Le village d'Arriaga, dont le nom signifie lieu de pierres en euskara, est mentionné pour la première fois dans un document de 1025 du cartulaire de San Millán de la Cogolla connue comme Reja de San Millán.
L'importance historique d'Arriaga est dû au fait que dans un lieu proche à ce village appelé Campo de Lakua, se réunissaient depuis très longtemps les institutions qui régissaient les alavais (gentilé de la province de l'Alava). L'institution solidaire qui régissait la seigneurie d'Alava et qui regroupait les gentilshommes alavais recevait pour cela le nom de Confrérie d'Arriaga (Cofradía d'Arriaga).
Le village d'Arriaga est un des vieux villages de Vitoria-Gasteiz, qui se sont mis à dépendre de la ville de Vitoria-Gasteiz à une date précoce. En 1258 quand s'est produite la Voluntaria Entrega (Restitution volontaire), par laquelle la Confrérie d'Arriaga a cédé la souveraineté de la seigneurie d'Alava au roi castillan  Alphonse XI au lieu de maintenir ses privilèges, ont aussi été cédés 8 villages appartenant à la Confrérie à ville de Vitoria qui était de juridiction royale. Parmi ces 8 villages se trouvait le village d'Arriaga lui-même.
Postérieurement les contiguïtés d'Arriaga ont suivi être choisies pour la conclusion des Juntes Générales d'Alava.
Pendant les guerres napoléoniennes Arriaga a été le théâtre de combats acharnés pendant la bataille de Vitoria, par le contrôle du pont qu'il y avait sur le Zadorra.
Au début de 1960 Arriaga était encore un petit village de presque 300 habitants aux portes de Vitoria-Gasteiz. Alors a commencé l'expansion urbaine de la ville par le nord-ouest et l'urbanisation de la zone industrielle de Lakua, situé à l'ouest du village d'Arriaga, dans les anciens terrains de ce village.
Actuellement il reste peu de choses de l'ancien village d'Arriaga indépendamment de son église paroissiale qui est encore conservée. Une rangée de blocs de maisons construits durant les années 1960 et 1970 constituent l'actuel quartier d'Arriaga, mais ont peu à voir avec l'ancien village.
À l'ouest de l'église on trouve un autre quartier connu comme Lakua-13 ou Lakua-Arriaga densément peuplé avec des tours d'appartements et qui a été la première zone qui a été urbanisée du polygone de Lakua. Plus à l'ouest de Lakua-Arriaga, de l'autre côté de la large avenue connue comme Portal de Foronda se trouve le reste du Polygone de Lakua, construit postérieurement et qui est connu comme Lakua. Dans cette zone de Lakua on trouve les bureaux administratifs du Gouvernement autonome basque, ce pourquoi Lakua est aussi utilisé généralement comme synonyme du Gouvernement basque.

## Rue d'Arriaga

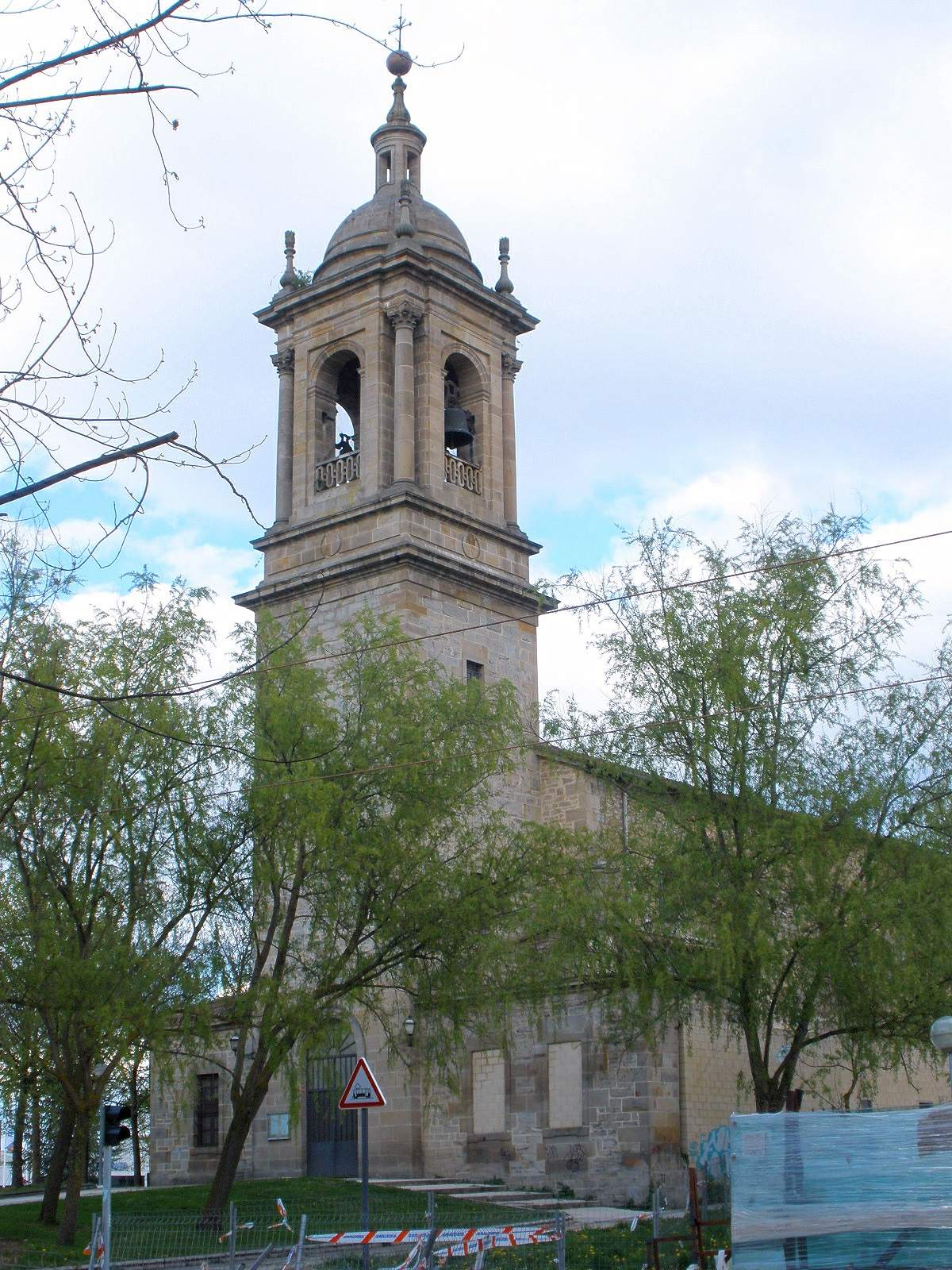
Tour de l'église Saint-Vincent d'Arriaga, désignée par Olagibel.

Les rues :
- Rue Agirrelanda
- Rue Alfontso XI.aren
- Rue Alfredo Donnay
- Porte Arriagako
- Rue Artapadura
- Rue Biltzar Nagusien
- Porte Forondako
- Rue Frantzisko Xabier Landaburu
- Rue Gernikako Arbola
- Rue Jose Maria Diaz de Mendibil
- Rue Juan Garai
- Rue Julian Arrese
- Rue Luis Olariaga
- Rue Pozoa
- Rue Voluntaria Entrega